# Lerre
Die Lerre ist ein kleiner Küstenfluss im Westen von Frankreich, der im Département Manche der Region Normandie nordwestlich der Stadt Avranches verläuft.

## Geografie

### Verlauf
Die Lerre entspringt im Gemeindegebiet von Le Grippon, entwässert generell Richtung Südwest und mündet nach rund 18 Kilometern im Gemeindegebiet von Genêts im Wattgebiet der Bucht von Mont-Saint-Michel in den Golf von Saint-Malo und somit in den Ärmelkanal. Im Oberlauf quert die Lerre die Bahnstrecke Lison–Lamballe sowie die hier Autobahn-ähnlich ausgebaute Départementstraße D673.

### Durchquerte Gemeinden
(Reihenfolge in Fließrichtung)
- Le Grippon
- Sartilly-Baie-Bocage
- Bacilly
- Genêts